# Умершие в декабре 1997 года
Это список известных людей, соответствующих установленным критериям значимости (см. Википедия:Критерии значимости персоналий), умерших в декабре 1997 года.
Причина смерти указывается лишь в исключительных случаях (убийство, самоубийство, гибель в результате военных действий, смертная казнь, ДТП или несчастные случаи). В остальных случаях — не указывается.
- 2 декабря — Абдусаттар Ишанкулов (79) — Герой Советского Союза.
- 2 декабря — Яков Цыпкин (78) — учёный в области автоматического управления.
- 2 декабря — Виктор Чернышенко (72) — Герой Советского Союза.
- 4 декабря — Константин Беляк (81) — советский государственный и партийный деятель, министр машиностроения для животноводства и кормопроизводства СССР (1973-1986), Герой Социалистического Труда.
- 4 декабря — Юрий Критенко (59) — советский, украинский актёр театра и кино Заслуженный артист Украинской ССР.
- 5 декабря — Николай Калёнов (77) — Герой Советского Союза.
- 5 декабря — Анатолий Шавырин (90) — советский работник сельского хозяйства, Герой Социалистического Труда.
- 5 декабря — Терри Иэн Шоу (51) — австралийский шахматист, международный мастер.
- 6 декабря — Кемал Абдуллаев (70) — советский дирижёр и музыкальный педагог, Народный артист Азербайджанской ССР.
- 6 декабря — Жильбер Делаэ (74) — бельгийский детский писатель, автор серии детских книжек о маленькой девочке Мартине.
- 7 декабря — Николай Мальшаков (72) — советский государственный деятель, работник органов прокуратуры и судебной системы, 12-й Председатель Верховного Суда РСФСР, участник Великой Отечественной войны.
- 8 декабря — Евгений Горбачёв (67) — советский волейбольный тренер.
- 10 декабря — Анатолий Банишевский (51) — советский, азербайджанский футболист.
- 10 декабря — Евгений Майоров (59) — советский хоккеист, нападающий. Заслуженный мастер спорта СССР.
- 12 декабря — Юрий Далецкий (70) — советский и украинский математик.
- 12 декабря — Евгений Ландис (76) — выдающийся советский математик, профессор, доктор физико-математических наук.
- 13 декабря — Хамит Ергалиев (81) — казахский поэт, Народный писатель Казахской ССР.
- 13 декабря — Иван Немцев (74) — Герой Советского Союза.
- 13 декабря — Дэвид Николсон (93) — австралийский политик, предприниматель и спортсмен.
- 14 декабря — Лизл Гольдарбайтер (88) — австрийская фотомодель.
- 16 декабря — Даниил Шамура (79) — Герой Советского Союза.
- 17 декабря — Иван Каляскин (84) — советский исторический живописец и баталист.
- 17 декабря — Лаврентий Морозов (92) — Герой Советского Союза.
- 17 декабря — Узи Наркис — израильский генерал, командовавший Центральным фронтом Армии обороны Израиля во время Шестидневной войны 1967 года.
- 18 декабря — Фёдор Лисицын — советский военачальник.
- 18 декабря — Ирина Поснова (83) — основательница католического издательства «Жизнь с Богом».
- 18 декабря — Крис Фарли (33) — американский актёр и комик; передозировка наркотиков.
- 19 декабря — Олег Широков (70) — российский лингвист.
- 20 декабря — Анатолий Савельев (51) — советский и российский военный, заместитель начальника Управления «А» Департамента по борьбе с терроризмом ФСБ России (группы «Альфа»); 19 декабря обменял себя на иностранного заложника (шведа), захваченного на Мосфильмовской улице в Москве; при операции по ликвидации террориста был несерьёзно ранен, умер от острого сердечного приступа[1].
- 20 декабря — Фёдор Симашев (52) — советский лыжник, олимпийский чемпион.
- 20 декабря — Игорь Степаненко (83) — советский партийный деятель.
- 21 декабря — Игорь Дмитриев (56) — советский хоккеист и тренер. Нападающий. Заслуженный мастер спорта СССР.
- 23 декабря — Заур Калоев (66) — советский футболист. Заслуженный мастер спорта СССР.
- 24 декабря — Виктор Кузнецов (74) — Герой Советского Союза.
- 24 декабря — Николай Свищёв (75) — Полный кавалер ордена Славы.
- 24 декабря — Тосиро Мифунэ (77) — японский актёр, наибольшую известность которому принесли роли в фильмах режиссёра Акиры Куросавы.
- 24 декабря — Ольга Чапова (84) — советский и российский врач-реабилитолог.
- 25 декабря — Пятрас Александравичюс (91) — литовский скульптор.
- 25 декабря — Анатолий Букреев (39) — русский (СССР/Казахстан) высотный альпинист; погиб под лавиной вместе с казахстанским кинооператором Дмитрием Соболевым.
- 25 декабря — Георгий Гавашели (50) — советский футболист.
- 25 декабря — Валентина Караваева (76) — советская актриса театра и кино (фильмы «Суворов», «Машенька» и другие); найдена в своей квартире через несколько дней после смерти, дата смерти установлена приблизительно.
- 25 декабря — Сергей Шелковый (85) — Герой Советского Союза.
- 26 декабря — Сергей Мамчур (25) — советский украинский футболист, защитник. Мастер спорта.
- 27 декабря — Анатолий Алексеев (88) — Герой Советского Союза.
- 27 декабря — Тамара Тышкевич (66) — советская легкоатлетка, выступавшая в толкании ядра. Олимпийская чемпионка 1956 года.
- 27 декабря — Алексей Халецкий (71) — Герой Советского Союза.
- 28 декабря — Василий Соломин (44) — боксёр, первый советский чемпион мира по боксу в лёгком весе (1974), чемпион СССР.
- 28 декабря — Александр Мостовщиков (58) — известный российский журналист (работал в газетах «Труд», «Московские новости»), отец журналиста Сергея Мостовщикова[2].
- 29 декабря — Вениамин Голомазов (79) — советский волейболист и тренер.
- 30 декабря — Павел Ребенок (84) — Герой Советского Союза.
- 31 декабря — Павел Молодых (82) — Герой Советского Союза.